# Pétros Konstantinéas
Pétros Konstantinéas (en grec Πέτρος Κωνσταντινέας), né le 11 février 1978 à Kalamata en Grèce est un homme politique grec.

## Biographie
Aux élections législatives grecques de janvier 2015, il est élu député au Parlement grec sur la liste de la SYRIZA dans la circonscription de la Messénie.